# Sophie Doin
Sophie Doin (née Mamy à Paris le 1er mai 1800, où elle est morte le 14 décembre 1846) est une romancière et essayiste française dont les écrits ont contribué au renouveau de l'abolitionnisme en France au cours des années 1820. Elle s'est attaquée aux abus commis dans les colonies françaises, notamment en Guadeloupe et en Martinique, où l'esclavage s'est maintenu pendant des décennies après la déclaration d'indépendance d'Haïti en 1804. Dans ses divers écrits anti-esclavagistes, notamment le roman La Famille noire, ou la Traite et l'esclavage, elle a attiré l'attention du public français sur les injustices commises par le système négrier. Elle a appelé à un traitement plus humain des Noirs, à l'abolition de la traite des esclaves et à un enseignement religieux et pratique qui préparerait les esclaves à une émancipation éventuelle.

## Biographie
Sophie Doin est la seule enfant d'une riche famille parisienne, arrière-petite-fille du sculpteur Nicolas-François Gillet. En 1820, elle épouse un médecin, Guillaume-Tell Doin, en mauvaise santé et financièrement irresponsable. Des conflits ont éclaté au cours des dernières années de leur mariage, que Doin raconte dans ses œuvres autobiographiques. Jusque-là, cependant, Sophie et Guillaume-Tell ont travaillé ensemble pour faire avancer un large éventail de causes philanthropiques et sociales, y compris l'indépendance de la Grèce. Ils sont protestants, à l'instar d'autres écrivains anti-esclavagistes, tels qu'Auguste de Staël et sa mère Germaine de Staël.
Au cours des années 1820, lorsqu'un mouvement anti-esclavagiste se développe en France, Sophie et Guillaume-Tell s'associent à la Société de la morale chrétienne, qui fournit des informations sur l'esclavage, provenant en grande partie de sources britanniques, où l'abolitionnisme est beaucoup plus développé qu'en France. Les membres de la Société sont des libéraux qui soutiennent généralement une monarchie constitutionnelle.
La Famille noire ou la Traite et l'esclavage est l'œuvre abolitionniste la plus importante de Sophie Doin. Écrite dans un style polémique, La Famille noire s’appuie sur des sources britanniques pour plaider en faveur de la fin de la traite des esclaves et de l’amélioration du sort des Noirs vivant en esclavage. Elle attire l'attention sur leurs liens familiaux forts et leur aptitude à l'éducation. Elle plaide pour l'abolition de la traite des esclaves sans toutefois revendiquer une pleine émancipation des esclaves, qui ne sera présente dans les discours abolitionnistes en France que dans les années 1840. Dans ses nouvelles Blanche et Noir et Noire et Blanc, elle promeut le mariage interracial. Elle célèbre l'indépendance acquise par les Haïtiens en 1804 et voit en Haïti un symbole d'espoir pour les Noirs du monde entier. Dans la nouvelle Le Négrier, comme dans ses autres écrits, Sophie Doin exprime son point de vue selon lequel l'empathie et la supériorité morale des femmes leur confèrent un rôle particulier à jouer dans la lutte contre l'esclavage.
Sophie Doin reste une figure mineure de l'histoire de la littérature française du XIXe siècle. Ses œuvres sont éclipsées par les écrits français les plus connus sur les esclaves, notamment Ourika de Claire de Duras et Bug-Jargal de Victor Hugo. Le mérite littéraire de ces œuvres justifie indiscutablement la plus grande considération littéraire qu’elles ont reçue. Les arguments de Sophie Doin contre les abus de l'esclavage sont toutefois beaucoup plus directs et complexes que les leurs. Ses écrits méritent donc une étude sérieuse en tant que contributions à l'histoire de la pensée abolitionniste française.

## Œuvres
- La Famille noire ou la Traite et l'esclavage, 1825
- Cornélie, nouvelle grecque, suivie de six nouvelles, 1826
- Poésies sérieuses et chansons, 1829
- Cinq Chansons, 1831
- Poésies, 1831
- Théâtre, 1832-1838
- Quelques pensées d'une femme sincèrement dévouée à la royauté de juillet, 1835
- Le Christianisme, journal populaire, 1836-1838
- Avis au public, 1842
- Mémoire simple, 1842
- Un cri de mère, 1843
- Ma semaine, 1845